# Романова, Татьяна Александровна (почвовед)
Татьяна Александровна Романова (бел. Таццяна Аляксандраўна Раманава; род. 13 апреля 1925 года) — советский и белорусский учёный в области  почвоведения, доктор биологических наук, профессор. Почётный член Всесоюзного общества почвоведов при АН СССР. Лауреат Государственной премии БССР в области науки (1976). Заслуженный деятель науки БССР (1981).

## Биография
Родилась 13 апреля 1925 года в городе Невель, Псковской области в семье педагогов.
С 1943 по 1944 год в период Великой Отечественной войны служила в рядах РККА в числе вольнонаёмных служащих. С 1945 по 1946 год обучалась на географическом факультете Смоленского государственного педагогического института, с 1946 по 1950 год продолжила обучение на заочном отделении географического факультета МГУ имени М. В. Ломоносова, в период учёбы Т. А. Романова занималась педагогической деятельностью в образовательных учреждениях Смоленской области в качестве преподавателя географии и истории.
С 1950 по 1952 год продолжила обучение на заочном отделении географического факультета Белорусского государственного университета имени В. И. Ленина который окончила с отличием,  получив специализацию «физическая география», одновременно с обучением находилась на  исследовательской работе в Белорусском государственном институте народного хозяйства имени В. В. Куйбышева в качестве лаборанта. С 1952 по 1958 год на научно-исследовательской работе в НИИ «Белгипроводхоз» в качестве инженера-почвоведа отдела изысканий, занималась обследованием заболоченных земель и болот Полесской низменности, а так же  составлением геоботанических и почвенных карт мелиорации, одновременно с 1955 по 1958 год обучалась в аспирантуре при НИИ земледелия АН Белорусской ССР. 
С 1958 года на научно-исследовательской работе в Белорусском НИИ почвоведения и агрохимии АН Белорусской ССР — НАН Беларуси в качестве младшего и старшего научного сотрудника, с 1968 по 1988 год — заведующая Сектором генезиса почв и структуры почвенного покрова, с 1988 года — ведущий научный сотрудник, член Учёного совета этого института, помимо основной деятельности являлась председателем Государственной экзаменационной комиссии географического факультета БГУ.

### Научно-педагогическая деятельность и вклад в науку
Основная научно-педагогическая деятельность Т. А. Романовой была связана с вопросами в области  почвоведения. Т. А. Романова занималась исследованиями в области  изучения вопросов о почвах и почвенном покрове, являлась участницей всесоюзных и международных конференций, в том числе в таких странах как: Италия, Франция, Германия и Польша.
Т. А. Романова являлась почётным членом Всесоюзного общества почвоведов при АН СССР, секретарём и заместителем председателя научного совета Белорусского филиала Всесоюзного общества почвоведов, членом Президиума Белорусского географического общества, членом Научного совета АН Белорусской ССР и НАН Беларуси по проблемам Полесья и биосферы. 
В 1962 году защитила кандидатскую диссертацию на соискание учёной степени кандидат биологических наук по теме: «Заболоченные почвы Белорусской ССР», в 1978 году — докторскую диссертацию на соискание учёной степени доктор биологических наук по теме: «Почвы и почвенный покров как природная 
основа осушительной мелиорации (на примере западной части Белорусского Полесья)». В 1989 году решением ВАК при СМ СССР ей было присвоено учёное звание профессор по специальности «почвоведение». Т. А. Романовой было написано более девяносто научных трудов и монографий, в их числе: «Буроземообразование и псевдооподзоливание в почвах Русской равнины» (1974, в соавторстве), «Почвы Белорусской ССР» (1974, в соавторстве), «Подзолистые
почвы запада европейской части СССР» (1977, в соавторстве), ей было написано семь статей для Энциклопедии природы Белоруссии в томах 1-м и 2-м (1983). Под её руководством было подготовлено около семнадцати кандидатов сельскохозяйственных наук.

## Основные труды
- Заболоченные почвы БСС. — Минск, 1962. — 263 с.
- Буроземообразование и псевдооподзоливание в почвах Русской равнины: К X Междунар. конгрессу почвоведов. Москва, 1974 / Отв. ред. д-р с.-х. наук С. В. Зонн. — Москва : Наука, 1974. — 275 с.
- Подзолистые почвы запада Европейской части СССР: Науч. труды ВАСХНИЛ / Н. А. Ногина, Н. И. Смеян, Т. А. Романова и др. ; Отв. ред. д-р геогр. наук Н. А. Ногина, д-р с.-х. наук А. А. Роде; Всесоюз. акад. с.-х. наук им. В. И. Ленина, Почв. ин-т им. В. В. Докучаева. — Москва : Колос, 1977. — 288 с.
- Почвы и почвенный покров как природная основа осушительных мелиораций : на примере западной части Белорусского Полесья. — Минск, 1978. — 428 с.
- Энциклопедия природы Белоруссии: В 5 т. / Редкол.: И. П. Шамякин (отв. ред.) и др. — Минск : Белорус. Сов. Энцикл., 1983. — Т. 1 и 2[3][1][2].

## Награды
- Орден Отечественной войны 2-й степени (1985)
- Орден «Знак Почета» (1971)
- Медаль «За трудовую доблесть» (1966)
- Государственная премия БССР в области науки (1976)
- Заслуженный деятель науки БССР (1981)
- Бронзовая медаль ВДНХ (1971)[1][2]